# USAC Stock Car
A USAC Stock Car foi uma categoria de automobilismo de stock car organizada pela United States Auto Club (USAC) que teve sua primeira temporada em 1956 e a útltima em 1984, a categoria era notável por ter participação de pilotos da IndyCar (cuja categoria era organizada pela própria USAC) e por pilotos da NASCAR.
A série foi criada em 1956 após a desistência da Associação Automobilística Americana em organizar competições devido ao desastre de Le Mans em 1955 e da morte de Bill Vukovich nas 500 Milhas de Indianápolis.
A série utilizava ovais de asfalto e de terra, além de circuitos mistos, alguns pilotos notáveis que participaram da categoria incluem Al Unser, A. J. Foyt, Joe Leonard e Rusty Wallace.

## Campeões

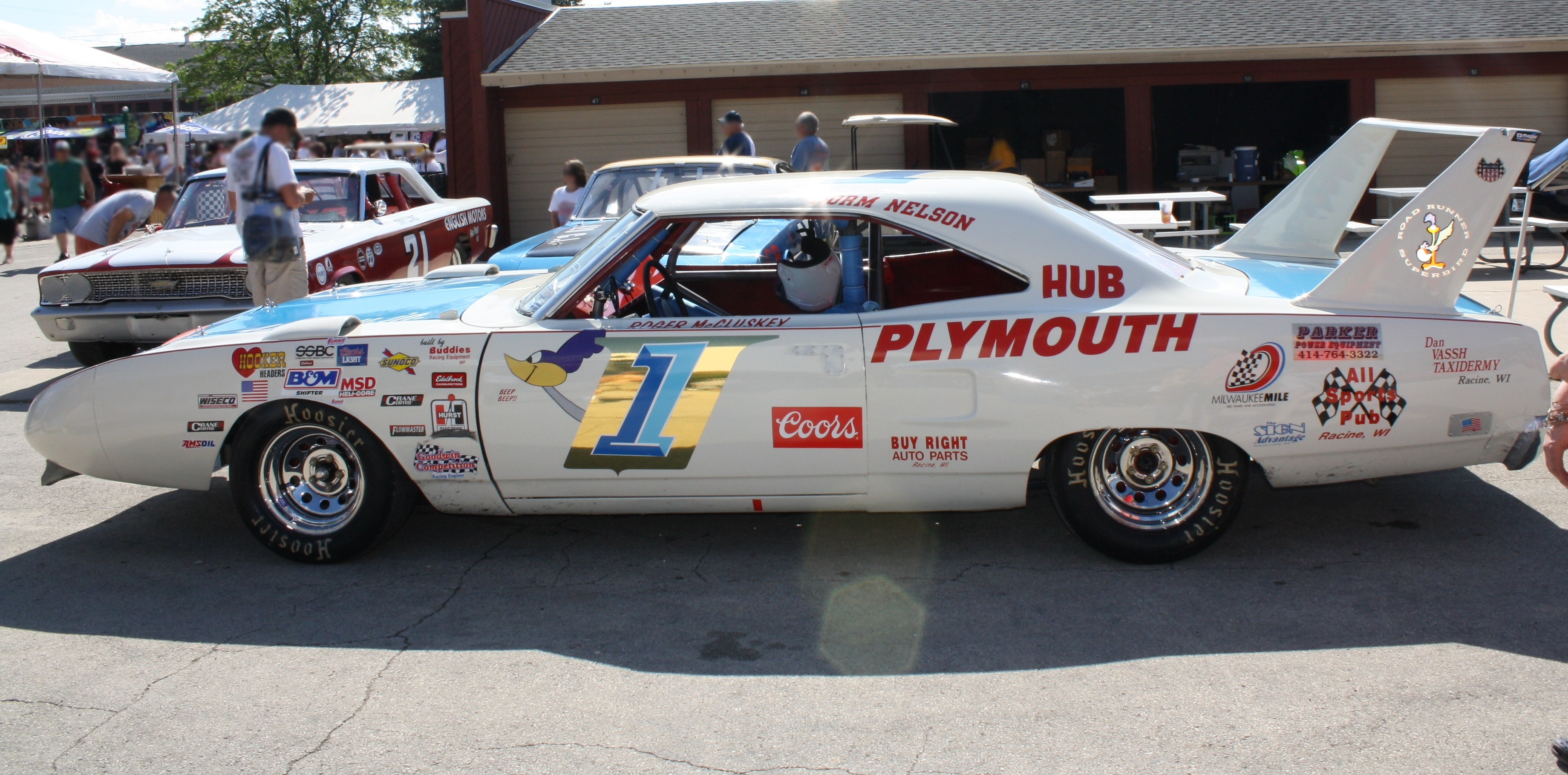
Carro de Norm Nelson na USAC Stock Car.

- 1956 Johnny Mantz (National)
- 1956 Sam Hanks (Pacific Coast)
- 1956 Troy Ruttman (Short Track)
- 1957 Jerry Unser
- 1958 Fred Lorenzen
- 1959 Fred Lorenzen
- 1960 Norm Nelson
- 1961 Paul Goldsmith
- 1962 Paul Goldsmith
- 1963 Don White
- 1964 Parnelli Jones
- 1965 Norm Nelson
- 1966 Norm Nelson
- 1967 Don White
- 1968 A. J. Foyt
- 1969 Roger McCluskey
- 1970 Roger McCluskey
- 1971 Butch Hartman
- 1972 Butch Hartman
- 1973 Butch Hartman
- 1974 Butch Hartman
- 1975 Ramo Stott
- 1976 Butch Hartman
- 1977 Paul Feldner
- 1978 A. J. Foyt
- 1979 A. J. Foyt
- 1980 Joe Ruttman
- 1981 Dean Roper
- 1982 Dean Roper
- 1983 Dean Roper
- 1984 David Goldsberry